# Ông Văn Tùng
Ông Văn Tùng (sinh năm 1936) là nhà văn, dịch giả Việt Nam, được tặng Giải thưởng Nhà nước về Văn học Nghệ thuật vào năm 2017.

## Tiểu sử
Ông Văn Tùng sinh ngày 12 tháng 08 năm 1936, trong một gia đình có truyền thống Nho học ở xã Nam Lĩnh, huyện Nam Đàn, tỉnh Nghệ An. 
Trước 1954, Ông Văn Tùng là học sinh của Trường cấp ba Huỳnh Thúc Kháng. Năm 1954, ông được cử đi học Trung cấp sư phạm tại khu học xá thuộc Nam Ninh, Quảng Tây, Trung Quốc. Năm 1956, Ông Văn Tùng trở về nước, tiếp tục học trường Đại học Tổng hợp Hà Nội, cùng khóa với Phan Cự Đệ, Hà Minh Đức...
Năm 1960, sau khi tốt nghiệp, ông đi dạy ở một số trường cấp III tại Thanh Hóa, Quảng Bình, Nghệ An, Hà Sơn Bình, Hà Nội. Năm 1982, ông xin nghỉ dạy để chuyên tâm sáng tác văn học, viết báo và phê bình, khảo cứu văn hóa Trung quốc và dịch sách tiếng Trung Quốc sang tiếng Việt.
Ông là hội viên Hội Nhà văn Việt Nam từ năm 1991. 

## Sự nghiệp
Ông Văn Tùng đã sáng tác được 9 tiểu thuyết, 60 truyện ngắn và nhiều nhàn đàm được giới học thuật và độc giả tin cậy, mến mộ. Đồng thời, ông cũng đã chuyển ngữ từ tiếng Trung Quốc sang tiếng Việt hơn 50 tác phẩm văn học, triết học, sử học, văn hóa học, như: Khổng Tử truyện (đoạt Giải thưởng Hội Nhà văn năm 1997), Mai hoa dịch số, Tây Thi, Điêu Thuyền, Dương Quý Phi, Võ Tắc Thiên, Triệu Phi Yến, Danh nữ Trung Hoa trong huyền thoại và lịch sử, Tuỳ Dạng Đế: Cuộc sống đế vương Trung Hoa, Bí mật Tử Cấm thành…
Ông Văn Tùng đã giành được một số giải thưởng văn học: Giải B văn học dịch Hội Nhà văn Việt Nam năm 1997 cho tác phẩm dịch Khổng tử truyện; Giải B cuộc thi sáng tác Văn học trẻ của Nhà xuất bản Thanh niên và tuần báo Văn nghệ năm 1994 – 1996 cho tiểu thuyết Cuộc kiếm tìm vô vọng; Giải ba cuộc thi Cúp Giai Lệ do Đài phát thanh Bắc Kinh trao năm 1991.
Năm 2017, ông được tặng Giải thưởng Nhà nước về Văn học Nghệ thuật với các tác phẩm: Những kẻ lắm tiền (tiểu thuyết) và Cuộc kiếm tìm vô vọng (tiểu thuyết).

## Tác phẩm chính

### Tiểu thuyết
- Khát vọng đau đớn (NXB Lao động 1989, tái bản nhiều lần);
- Pháp trường trắng (NXB Thanh niên, 1990);
- Những mối tình nghèo (NXB Lao động, 1991);
- Những linh hồn bị hành quyết (NXB Thanh niên, 1991, tái bản nhiều lần);
- Biệt thự phù du (NXB Lao động, 1992);
- Gót đỏ quyền uy (NXB Lao động, 1992);
- Phù phiếm (NXB Thanh niên, 1992);
- Cuộc kiếm tìm vô vọng (NXB Thanh niên, 1995, tái bản nhiều lần);
- Những kẻ lắm tiền (NXB Văn học, 1997, tái bản 2 lần).

### Truyện ngắn
- Tiếng chim kêu lúc nửa đêm (truyện ngắn, 1993);
- Bóng sao (Tập truyện ngắn, NXB Thanh Niên. 2001);
- O Chủ tịch làng Yên Lạc  – Một chuyện ở làng (NXB Hội Nhà Văn, 2010).

### Nghiên cứu, phê bình
- Tổng tập truyện ngắn Việt Nam. 1945 – 2005 (NXB Văn học, 2005);
- Từ điển thành ngữ Hán – Việt (biên soạn, 1997).

### Dịch phẩm từ tiếng Trung sang tiếng Việt
- Thiên vọng (tiểu thuyết dịch, 2009);
- Tản văn và truyện ngắn (Tác giả: Giả Bình Ao);
- Núi Thiêng (Tác giả: Cao Hành Kiện, Giải Nobel 2000);
- Tùy tướng lục (Tác giả: Ba Kim);
- Truyện ngắn Lão Xá (Dịch chung);
- Tứ thế đồng đường (I, II) (Tác giả: Lão Xá);
- Thành ngữ Hán – Việt;
- Khổng Tử Truyện (1,2);
- Bách khoa thư tuổi trẻ (Dịch chung);
- Hoàng cực kinh thế (2010);
- Binh Thánh Tôn Vũ  (Tác giả: Vương Phi Chấn);
- 79 câu chuyện khôn ngoan của người Trung Quốc;
- Cuộc sống đế vương Trung Hoa;
- Bí mật Tử Cấm Thành (Tác giả: Thượng Quang phong, Dịch chung);
- Bí quyết xử thế và mưu sự;
- Cấm cung diễm sử (Tác giả: Diệp Hách Phan Trát, Nghi Dân);
- Chu Nguyên Chương (1,2);
- Danh nữ Trung Hoa trong huyền thoại và lịch sử (1,2);
- Tây Thi (Tác giả: Lợi Bả);
- Điêu thuyền;
- Dương Quý phi (1,2) (Tác giả: Ngụy Thạch);
- Võ Tắc Thiên (1,2,3,4) (Tác giả: Dã Lĩnh Y Nhân);
- Triệu Phi Yến (Tác giả: Nam Cung Bác);
- Những điều chưa biết về Từ Hy Thái Hậu (Tác giả:Thẩm Tử, Lâm Thanh);
- Đãng khấu chí (I, II,III,IV)  (Tác giả: Du Vạn Xuân);
- Đường Cung hai mươi triều (I,II,III) (Dịch chung);
- Đường Thái Tông, Lý Thế Dân (thuật);
- Hán cung hai mươi tám triều – Từ Triết Nhân (Dịch chung);
- Hạng Vũ biệt Ngu Cơ.  – Hạng Vũ đốt Tần cung (Tác giả: Trương Nghị, Dịch chung);
- Lịch triều Hoàng cung sinh hoạt toàn thư;
- Lưu Công Kỳ án (1,2,3) (Tác giả: Chân Tàng Bản);
- Mai Hoa Dịch Số (Tác giả: Thiệu Khang Tiết);
- Mưu lược cổ nhân Trung Hoa (Tác giả: Đường Kỳ);
- Mưu trí Trung Quốc thời Lưỡng Tấn (Tác giả: Đường Nhạn Sinh, Bạo Thúc Diễm, Chu Chính Thư);
- Mưu trí thời Liêu – Kim – Hạ (Tác giả: Đường Nhạn Sinh);
- Mưu trí thời Nguyên – Minh (Tác giả: Đường Nhạn Sinh, Bạo Thúc Diễm, Chu Chính Thư);
- Mưu trí thời Tần – Hán (Tác giả: Đường Nhạn Sinh, Bạo Thúc Diễm, Chu Chính Thư);
- Mưu trí thời Tùy – Đường (Tác giả: Đường Nhạn Sinh, Bạo Thúc Diễm, Chu Chính Thư);
- Mưu trí thời Xuân Thu (Tác giả: Đường Nhạn Sinh), (Dịch chung);
- Những vụ án kỳ lạ thời Khang Hy (I) (Tác giả: Mân Giang);
- Quán tử truyện (Tác giả: Cao Liên Hân);
- Quản Trọng và nước Tề thời Xuân Thu (Tác giả: Cao Liên Hân, (Dịch chung);
- Quyền Trí Trung Hoa (Tác giả: Lãnh Thanh Kim);
- Tào Tháo đại truyện (Tác giả: Tào Trọng Hoài);
- Thiện ác binh pháp (Tác giả: Ân Hàm);
- Trung Quốc nhất tuyệt (1,2) (Tác giả: Lý Duy Côn);
- Trí khôn cổ kim (Tác giả: Vũ Đình Tuân);
- Túi khôn Trung Hoa (Tác giả: Đường Kỳ);
- Tùy Dạng Đế (I) (Tác giả: Hà Sĩ Phu), (Dịch chung);
- Tướng soái cổ đại Trung Hoa (1,4…) (Tác giả:Trịnh Phúc Điền, Khả Vĩnh Tuyết, Dương Hiên Xuân), (Dịch chung).  –
- Tưởng Giới Thạch (I,II, III) (Tác giả: Vương Triều Trụ), (Dịch chung).

Nguồn: 

## Vinh danh
- Giải thưởng Nhà nước về Văn học Nghệ thuật năm 2017.

### Giải thưởng văn học
- Giải B văn học dịch Hội Nhà văn Việt Nam năm 1997 cho tác phẩm dịch Khổng tử truyện;
- Giải B cuộc thi sáng tác Văn học trẻ của Nhà xuất bản Thanh niên và tuần báo Văn nghệ năm 1994 – 1996 cho tiểu thuyết Cuộc kiếm tìm vô vọng;
- Giải ba cuộc thi Cúp Giai Lệ do Đài phát thanh Bắc Kinh trao năm 1991.